# Christine Schäfer
Christine Schäfer (n. 3 martie 1965, Frankfurt pe Main) este o soprană germană.
A studiat în perioada 1984-1991 la Academia de Arte din Berlin cu Ingrid Figur, lucrând totodată și cu Aribert Reimann, Dietrich Fischer-Dieskau, Sena Jurinac și Arleen Augér.